# Conflitto interetnico di Târgu Mureș
Il conflitto interetnico di Târgu Mureș (chiamato anche "Marzo nero", in romeno Martie negru) si riferisce agli incidenti tra le comunità romena e ungherese in Transilvania, avvenuti tra il 19 e il 21 marzo 1990. Questi rappresentarono il più sanguinoso scontro interetnico in Romania dell'epoca postcomunista. Târgu Mureș (ungherese: Marosvásárhely) è una città della Romania, con una popolazione mista, metà ungherese e metà romena. Târgu Mureș fu uno dei più importanti centri culturali e politici per la minoranza ungherese in Transilvania.
Nel marzo 1990 avvennero brevi ma violenti scontri tra i due gruppi etnici, che coinvolsero anche cittadini di etnia rumena e ungherese provenienti dai villaggi circostanti. Gli incidenti causarono almeno 5 morti e 278 feriti. Gli scontri furono ampiamente documentati dalla Televiziunea Română; non è chiaro quale fu il fattore scatenante che portò allo scoppio della rivolta.
Tali disordini avvennero in parallelo a quelli che si verificarono a Bucarest nello stesso periodo e che presero il nome di Mineriada per via dell'intervento armato dei minatori.

## Contesto

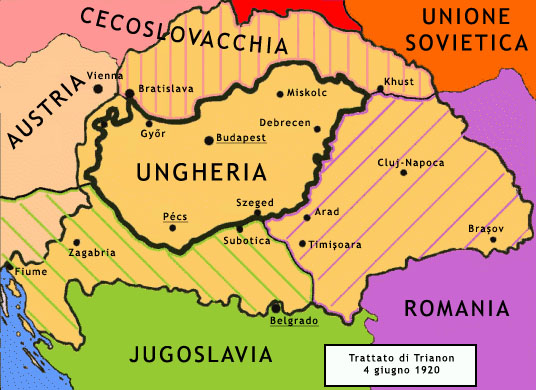
L'Ungheria dopo il trattato del Trianon (1918-1920)

Storicamente gli ungheresi hanno coabitato in Transilvania con i romeni per secoli. Con il trattato del Trianon del 1918 al termine della prima guerra mondiale, la Transilvania passò sotto il regno di Romania, incrementando l'affluenza di cittadini di etnia romena nella regione. Nel 1910, prima dell'annessione, i romeni rappresentavano il 53,8% della popolazione, contro il 31,6% degli ungheresi. Nel 1992 il peso demografico era cambiato a sfavore di questi ultimi (73,6% contro il 20,7% di ungheresi). Durante l'epoca comunista la nazionalizzazione romena fu una grande preoccupazione per le élite politiche di Bucarest. Il dittatore Nicolae Ceaușescu si curò di rafforzare la presenza romena nell'area, trasferendo lavoratori di etnia romena nei settori delle forze dell'ordine, delle ferrovie, della pubblica amministrazione. Come nel resto del paese, inoltre, a partire dagli anni settanta, il governo diede il via ad un programma di profondo indottrinamento nazionalista romeno, che richiamava le sue origini nel passato dacico sopprimendo, di fatto, l'espressione delle minoranze. Dopo decenni di negazione dei diritti per la comunità ungherese, dopo la caduta del regime in seguito alla rivoluzione romena del 1989 (che diede il potere al nuovo presidente Ion Iliescu) e con la conquista della democrazia e delle libertà di parola, stampa e associazione, gli ungheresi in Romania videro la possibilità di portare avanti rivendicazioni principalmente di natura linguistica e culturale. Richiesero modifiche del sistema educativo e scolastico, la riapertura dell'Università di Cluj-Napoca, l'introduzione del bilinguismo in Transilvania e la creazione di un Ministero delle Nazionalità. Nello stesso periodo nacque l'associazione politico-culturale Unione Democratica Magiara di Romania (UDMR) (ungherese: Romániai Magyar Demokrata Szövetség - RMDSZ), che iniziò a rappresentare il maggior partito politico etnoregionalista della comunità ungherese.

## Preludio agli eventi (febbraio-marzo 1990)

La localizzazione del Distretto di Mureș

In segno di protesta contro le rivendicazioni ungheresi giunte all'indomani della rivoluzione, ritenute eccessive, 5 000 romeni si riunirono l'8 febbraio 1990 in una contromanifestazione a Târgu Mureș. La comunità ungherese il 10 febbraio reagì con una marcia in cui si chiedevano maggiori diritti (come l'utilizzo della lingua ungherese come lingua di insegnamento della soppressa scuola Bolyai). Altri gesti dimostrativi considerati "anti-romeni" furono il furto della statua dedicata a Nicolae Bălcescu e l'imbrattatura del busto di Avram Iancu avvenuti nei primi giorni di marzo.
Alla celebrazione del 142º anniversario della rivoluzione contro l'Impero asburgico (1848) del 15 marzo 1990, seguirono cortei a sostegno dei diritti della comunità ungherese. Nella stessa giornata i manifestanti riuscirono ad issare la bandiera ungherese sul palazzo del municipio della città. Il 16 marzo una farmacia del quartiere Tudor Vladimirescu affisse un cartello in lingua magiara, il che irritò la parte più estremista della comunità rumena (riunita nel gruppo nazionalista e xenofobo dell'Unione del Focolare Rumeno, in rumeno: Uniunea Vatra Românească) che, sentendosi minacciata, organizzò delle contromanifestazioni, richiedendo anche le dimissioni di Károly Király, politico di etnia ungherese e vicepresidente del Consiglio del Fronte di Salvezza Nazionale, l'organo di governo provvisorio formatosi all'indomani della rivoluzione con il compito di traghettare il paese alle elezioni del maggio 1990. Tra i timori della comunità romena vi era quello di rivivere le atrocità subite durante l'occupazione ungherese della Transilvania del periodo 1940-1944.

## Gli eventi del 19-21 marzo 1990
La mattina del 19 marzo un gruppo di manifestanti di etnia rumena attaccò e devastò la sede locale dell'UDMR senza che la polizia intervenisse.
Il 20 marzo circa 15 000 ungheresi si riunirono nella piazza principale (Piaţa Trandafirilor) per protestare contro gli eventi del giorno precedente. Di contro, nel primo pomeriggio circa 3 000 romeni contrari alle rivendicazioni dell'etnia magiara iniziarono ad occupare una parte della piazza. Le tensioni iniziarono a crescere quando fu diffusa la notizia che alcuni autobus si stavano dirigendo in città per trasportare dei contadini di etnia romena provenienti dai villaggi circostanti (principalmente Hodac e Ibănești). Alle 14:30 il capo della polizia rassicurò i manifestanti di entrambi gli schieramenti che le forze dell'ordine avevano bloccato l'accesso alla città per evitare problemi di ordine pubblico. Ad ogni modo, alcune fonti non confermate indicano che fu permesso ai contadini di entrare in città per unirsi alle manifestazioni. Intorno alle 17:00 i romeni forzarono il cordone di polizia, composto da soli 50 agenti e aggredirono gli ungheresi, dando il via ad una vera e propria battaglia. Alle 19:00 per sedare la rivolta l'esercito intervenne con cinque o sei carri armati, ma gli scontri proseguirono fino a tarda notte.
L'ordine pubblico fu ristabilito solamente nella giornata del 21 marzo.

## Vittime e condanne penali

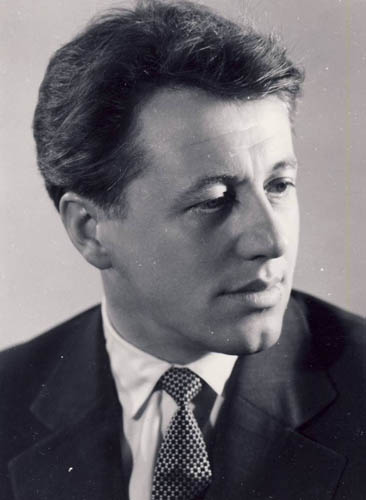
Lo scrittore András Sütő

Sebbene non siano stati forniti dati ufficiali da parte delle istituzioni si può ritenere che vi siano stati tra i 5 e gli 8 morti e circa 300 feriti. Tra i danni materiali vi furono una chiesa ortodossa data alle fiamme e la distruzione delle sedi dei partiti UDMR e Unione del Focolare Rumeno.
I media enfatizzarono il ruolo di due feriti della rivolta, che diventarono simbolo delle violenze di Târgu Mureș:
- András Sütő, scrittore di etnia ungherese che perse un occhio a causa delle ferite riportate durante l'attacco alla sede dell'UDMR del 19 marzo. L'assalitore non fu mai identificato[8][10].
- Mihăilă Cofariu, in un primo momento identificato come un rappresentante della comunità ungherese[11], ma che si rivelò poi essere un contadino di etnia romena proveniente da Ibănești, che il 20 marzo fu picchiato fino a perdere conoscenza e ad entrare in coma. Dopo mesi di degenza Cofariu sopravvisse, ma riportò una disabilità neurologica. Nel corso delle indagini furono identificati due assalitori di etnia ungherese. Uno, Pál Cseresznyés, fu condannato a 10 anni di reclusione e graziato dal presidente Emil Constantinescu nel 1996. L'altro, Ernő Barabás, fuggì in Ungheria, ma il governo ungherese rifiutò l'estradizione[4][12].

Per i fatti di Târgu Mureș furono arrestate 21 persone, di cui solamente 8 condannate in fase processuale (un ungherese e 7 cittadini di etnia rom, che parteggiavano per gli ungheresi).

## Conseguenze
La posizione del governo del primo ministro Petre Roman, tuttavia, rimase di blanda condanna, mentre la polizia sottovalutò le proteste fin quando queste non sfociarono in violenze.
Il 22 marzo il Consiglio Provvisorio di Unità Nazionale (CPUN), che aveva preso il posto del Consiglio del Fronte di Salvezza Nazionale come organo provvisorio di governo, istituì una commissione di inchiesta che, però, non portò a risultati soddisfacenti. Secondo il rapporto dell'Human Rights Watch del 1990:
(Human Rights Watch)
Secondo una teoria le proteste furono fomentate anche dagli ex agenti della Securitate, l'onnipresente polizia politica segreta di epoca comunista che era prossima alla dismissione. In base a questa ipotesi, le violenze erano finalizzate a dimostrare la necessità di una polizia segreta. Come da programma di governo la Securitate, infatti, fu abolita a fine marzo, solamente pochi giorni dopo gli scontri di Târgu Mureș, mentre il 24 aprile 1990 nacque il nuovo servizio di intelligence, il Serviciul Român de Informaţii (SRI) (Servizio Romeno di Informazione) guidato da Virgil Măgureanu, personaggio vicino ai nazionalisti.
A livello politico, al fianco dell'Unione del Focolare Romeno nacque il Partito di Unità Nazionale dei Romeni di Transilvania (PUNRT), poi denominato Partito dell'Unità Nazionale Romena (rumeno: Partidul Unității Naționale Române - PUNR), che difendeva le prerogative del nazionalismo romeno in Transilvania.
Alle elezioni del 20 maggio 1990 il PUNRT ottenne 9 deputati e 2 senatori, mentre l'UDMR, che fu il secondo partito per numero di voti dietro l'egemone Fronte di Salvezza Nazionale (FSN) del presidente Iliescu, conquistò 29 deputati e 12 senatori.